# Arno Philipp
Arno Philipp (Zwickau, 11 de janeiro de 1870 — 31 de outubro de 1930) foi um educador, militar, escritor, tradutor, jornalista e político teuto-brasileiro. Foi um dos primeiros esperantistas do Brasil, juntamente com Francisco Valdomiro Lórenz, tendo respondido ao chamado impresso no final do Unua Libro, publicado por L. L. Zamenhof, em 26 de julho de 1887.
Filho de August Ludwig Philipp e Ida Louise Grimm, casou-se em 1895 com Margareta Wolf, com quem teve três filhos: Ruth, Paul e Hans. Frequentou o Ginásio Real de Zwickau. Era luterano, e chegou ao Rio Grande do Sul em 1889. Em viagem de passeio, porém, resolveu radicar-se em Porto Alegre. Recebeu diploma de professor normalista em 1892, trabalhou no Colégio Júlio de Castilhos, foi redator do jornal Neue Deutsche Zeitung.
Ainda estudante, o jovem ingressou no jornal Deutsche Zeitung, na época  o jornal alemão mais antigo da América do Sul. Foi discípulo de Wilhelm Schweitzer em matéria de redação, quando esse retornou à Europa em 1893, assumiu o posto de redator-chefe do jornal, cargo que exerceu até 1917, quando cessaram todas as atividades jornalísticas em língua alemã no Brasil devido à Primeira Guerra Mundial. Em seus primeiros anos de trabalho seu foco era informar os leitores sobre acontecimentos relativos a Revolução Federalista. Acompanhou Júlio Prates de Castilhos em diversas viagens pelo interior e foi convidado para entrar na política. Foi deputado provincial eleito em 1905., tendo sido reeleito sucessivamente até 1928, quando abandonou a política por problemas de saúde. Foi tenente-coronel da Brigada Militar. Traduziu para o alemão obras de José de Alencar e do visconde de Taunay, como Inocência, As minas de prata, O tronco do ipê, Cinco minutos e A viuvinha. Inocência foi editado, em três volumes pela Editora Rotermund, enquanto as outras traduções acham-se dispersas nos diversos jornais e almanaques da época.  Escreveu vários trabalhos em língua alemã, entre novelas, contos humorísticos, contos para crianças e sobre motivos folclóricos brasileiros, com o fim especial de o tornar conhecido na Alemanha. Em 1924 elaborou e organizou grande parte da publicação comemorativa ao primeiro centenário da imigração alemã no Rio Grande do Sul.